# Farooq Leghari
Sardar Farooq Ahmad Khan Leghari (Choti Zareen, 29 de mayo de 1940-Rawalpindi, 20 de octubre de 2010) fue el octavo presidente de Pakistán, gobernando de noviembre de 1993 a diciembre de 1997. Fue el primer presidente balochi de su país.

## Biografía
Nació Choti Zareen, en una familia que tenía desenvolvimiento político desde el período colonial. Su padre y abuelo habían sido ministros antes de su nacimiento.

### Presidente de Pakistán
En 1993, venció en las elecciones, derrotando a Wasim Sajjad. En noviembre de 1996, dimitió, la entonces Primera ministra Benazir Bhutto, en un escándalo de corrupción.